# Pikelinia tambilloi
Pikelinia tambilloi är en spindelart som först beskrevs av Cândido Firmino de Mello-Leitão 1941.
Pikelinia tambilloi ingår i släktet Pikelinia och familjen Filistatidae. Inga underarter finns listade i Catalogue of Life.